# Mykonos
Mykonos (græsk: Μύκονος) er en lille græsk ø i Kykladerne tæt på Tyrkiet.
Mykonos er 85 km² stor, med 6000 indbyggere.
Havnebyen hedder Mykonos hvor der afgang til Tinos, Piræus, Paros, Naxos og Santorini.
Lufthavnen hedder "Mykonos National Airport", og ligger 4 km fra hovedbyen Mykonos.